# 리처드 휴스 (음악가)
리처드 휴스(Richard Hughes, 1975년 9월 8일 ~ )는 잉글랜드의 드러머로, 킨의 일원이다.